# Cohors II Asturum Equitata
La Cohors II Asturum Equitata fue una unidad auxiliar del ejército imperial romano del tipo cohors quinquagenaria equitata .

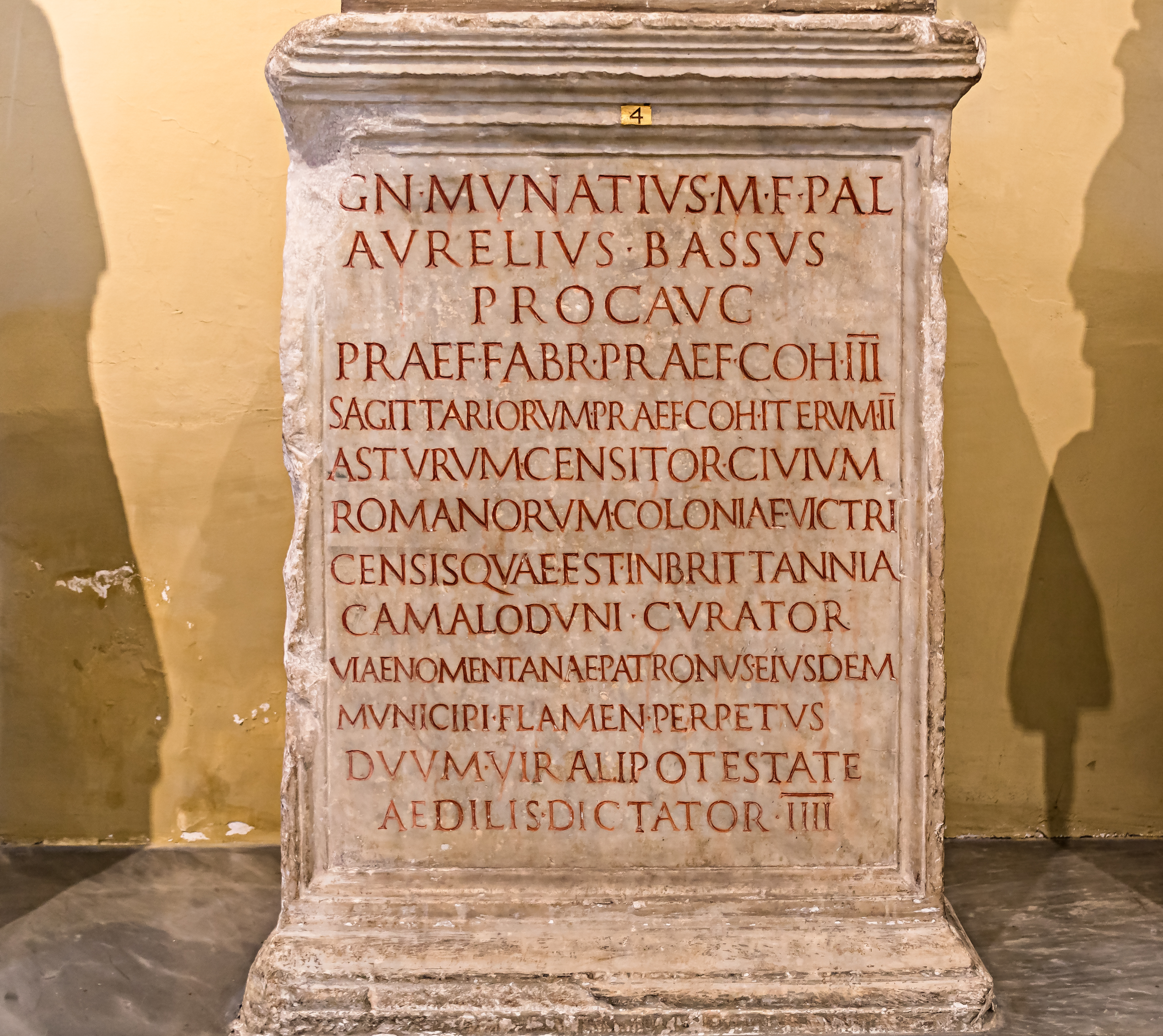
Inscripción honorífica del caballero del municipium Nomentum (Mentana, Italia) Cneo Munacio Aurelio Baso, que fue comandente de la Cohors II Asturum equitata en Britania en el.

## Historia
Fue reclutada en el siglo I entre el pueblo recién conquistado de los astures. Se tiene constancia de ella en época de la dinastía Flavia acantonada en la actual Bodegraven (Holanda), en Germania Inferior. Allí, se declaró favorable a Domiciano durante la revuelta de Lucio Antonio Saturnino, recibiendo los títulos de Pia Fidelis Domitiana.  Además, envió destacamentos a las canteras de Brohl (Alemania)
Luego fue trasladada a Britania. Tiene su base en el fuerte de Bremia, la actual Llanio en el sur de Gales.
Aparece mencionada como guarnición de Britannia en diplomas militares de los años 105, 122, 124 y 126.
En el año 225 aparece mencionada como guarnición del muro de Adriano en Aesica., la actual Greatchester en Inglaterra, y se especula con la posibilidad se refieran a ella en la Notitia Dignitatum datada alrededor del año 400, aunque en el documento aparece citada la Cohors I Asturum Equitata podría tratarse de un error de transcripción.
En el año 410 Britania es abandonada por el imperio y se desconoce el final de la unidad.